# اپلدور دوم
اپلدور دوم (به انگلیسی: Appledore II) یک کشتی است. این کشتی در سال ۱۹۷۸ ساخته شد.